# Sandie Toletti
Sandie Toletti (Bagnols-sur-Cèze, 1995. július 13. –) francia női válogatott labdarúgó. A spanyol Levante játékosa.

## Pályafutása
Labdarúgó családban nőtt fel és hatévesen az SC Cavillargues csapatában édesapja kezei alatt kezdett ismerkedni a sporttal. 11 évesen csatlakozott az FC Bagnols-Ponthoz, ahol négy szezonon keresztül a fiúcsapattal játszott.
2010-ben került Montpellierbe és két alkalommal is bajnoki címet szerzett az U19-es korosztállyal.

### Klubcsapatokban

#### Montpellier HSC
2013 júniusában négyéves szerződést kötött a Montpellier együttesével. Első mérkőzését a Rodez ellen játszotta szeptember 8-án. 2014 áprilisában újabb négy szezonra kötelezte el magát, majd további kétéves kontraktust írt alá 2017. május 29-én.

#### Levante
A spanyol Levante 2020 májusában két évre megegyezett Tolettivel.

### A válogatottban
Csapatkapitányként vezette győzelemre a 2012-es azerbajdzsáni világbajnokságon az U17-es válogatottat, mely sikert egy évvel később a 2013-as U19-es Európa-bajnokságon megismételhetett a Gall kakasokkal.

## Sikerei, díjai

### A válogatottban
Franciaország
- U20-as világbajnoki bronzérmes (1): 2014
- U17-es világbajnoki aranyérmes (1): 2012
- U19-es Európa-bajnoki aranyérmes (1): 2013
- U17-es Európa-bajnoki ezüstérmes (1): 2012
- SheBelieves-kupa győztes (1): 2017

### Klubcsapatokban
2020. október 3-al bezárólag
| Klub             | Szezon           | Bajnokság | Bajnokság | Kupa  | Kupa | Nemzetközi | Nemzetközi | Össz. | Össz. |
| Klub             | Szezon           | Mérk.     | Gól       | Mérk. | Gól  | Mérk.      | Gól        | Mérk. | Gól   |
| ---------------- | ---------------- | --------- | --------- | ----- | ---- | ---------- | ---------- | ----- | ----- |
| Montpellier      | 2012–13          | 0         | 0         | 1     | 0    | 0          | 0          | 1     | 0     |
| Montpellier      | 2013–14          | 22        | 1         | 1     | 0    | 0          | 0          | 23    | 1     |
| Montpellier      | 2014–15          | 20        | 3         | 5     | 0    | 0          | 0          | 25    | 3     |
| Montpellier      | 2015–16          | 18        | 0         | 3     | 1    | 0          | 0          | 21    | 1     |
| Montpellier      | 2016–17          | 20        | 4         | 2     | 0    | 0          | 0          | 22    | 4     |
| Montpellier      | 2017–18          | 15        | 3         | 3     | 0    | 6          | 1          | 24    | 4     |
| Montpellier      | 2018–19          | 17        | 2         | 1     | 0    | 0          | 0          | 18    | 2     |
| Montpellier      | 2019–20          | 15        | 1         | 3     | 1    | 0          | 0          | 18    | 2     |
| Montpellier      | Összesen         | 127       | 14        | 19    | 2    | 6          | 1          | 152   | 17    |
| Levante          | 2020–21          | 1         | 0         | 0     | 0    | 0          | 0          | 1     | 0     |
| Levante          | Összesen         | 1         | 0         | 0     | 0    | 0          | 0          | 1     | 0     |
| Karrier összesen | Karrier összesen | 128       | 14        | 19    | 2    | 6          | 1          | 153   | 17    |

### Válogatottban
2020. szeptember 18-al bezárólag
| Válogatott    | Szezon   | Mérk. | Gól |
| ------------- | -------- | ----- | --- |
| Franciaország | 2013     | 2     | 0   |
| Franciaország | 2014     | 1     | 0   |
| Franciaország | 2015     | 1     | 0   |
| Franciaország | 2016     | 4     | 0   |
| Franciaország | 2017     | 5     | 0   |
| Összesen      | Összesen | 13    | 0   |